# Саутгемптон Тауншип (округ Франклін, Пенсільванія)
Саутгемптон Тауншип (англ. Southampton Township) — селище (англ. township) в США, в окрузі Франклін штату Пенсільванія. Населення — 8566 осіб (2020).

## Демографія
Згідно з переписом 2010 року, у селищі мешкало 7987 осіб у 2949 домогосподарствах у складі 2256 родин. Було 3069 помешкань
Расовий склад населення:
| - 94,8 % — білих - 2,1 % — чорних або афроамериканців - 0,9 % — азіатів - 0,2 % — корінних американців |

До двох чи більше рас належало 1,3 %. Частка іспаномовних становила 2,3 % від усіх жителів.
За віковим діапазоном населення розподілялося таким чином: 27,1 % — особи молодші 18 років, 60,7 % — особи у віці 18—64 років, 12,2 % — особи у віці 65 років та старші. Медіана віку мешканця становила 37,0 року. На 100 осіб жіночої статі у селищі припадало 96,6 чоловіків;  на 100 жінок у віці від 18 років та старших — 93,9 чоловіків також старших 18 років.
Середній дохід на одне домашнє господарство  становив 62 685 доларів США (медіана — 49 291), а середній дохід на одну сім'ю — 69 061 долар (медіана — 58 345). Медіана доходів становила 46 306 доларів для чоловіків та 31 456 доларів для жінок. За межею бідності перебувало 19,7 % осіб, у тому числі 41,2 % дітей у віці до 18 років та 3,4 % осіб у віці 65 років та старших.
Цивільне працевлаштоване населення становило 3811 осіб. Основні галузі зайнятості: освіта, охорона здоров'я та соціальна допомога — 26,6 %, виробництво — 12,4 %, роздрібна торгівля — 11,8 %.